# 旧台南庁長官邸
旧台南庁長官邸（きゅうたいなんちょうちょうかんてい、繁体字中国語: 原臺南廳長官邸）は台湾台南市東区にある、日本統治時代の官舎。戦前は台南庁長や台南州内務部長の宿舍として、戦後は学校宿舎として使われてきたが、古蹟登録後に修復された。2017年9月に期間限定で特別公開後は、毎月最終土日曜日に、2018年旧正月からは毎週土日に公開されるようになった。

## 沿革

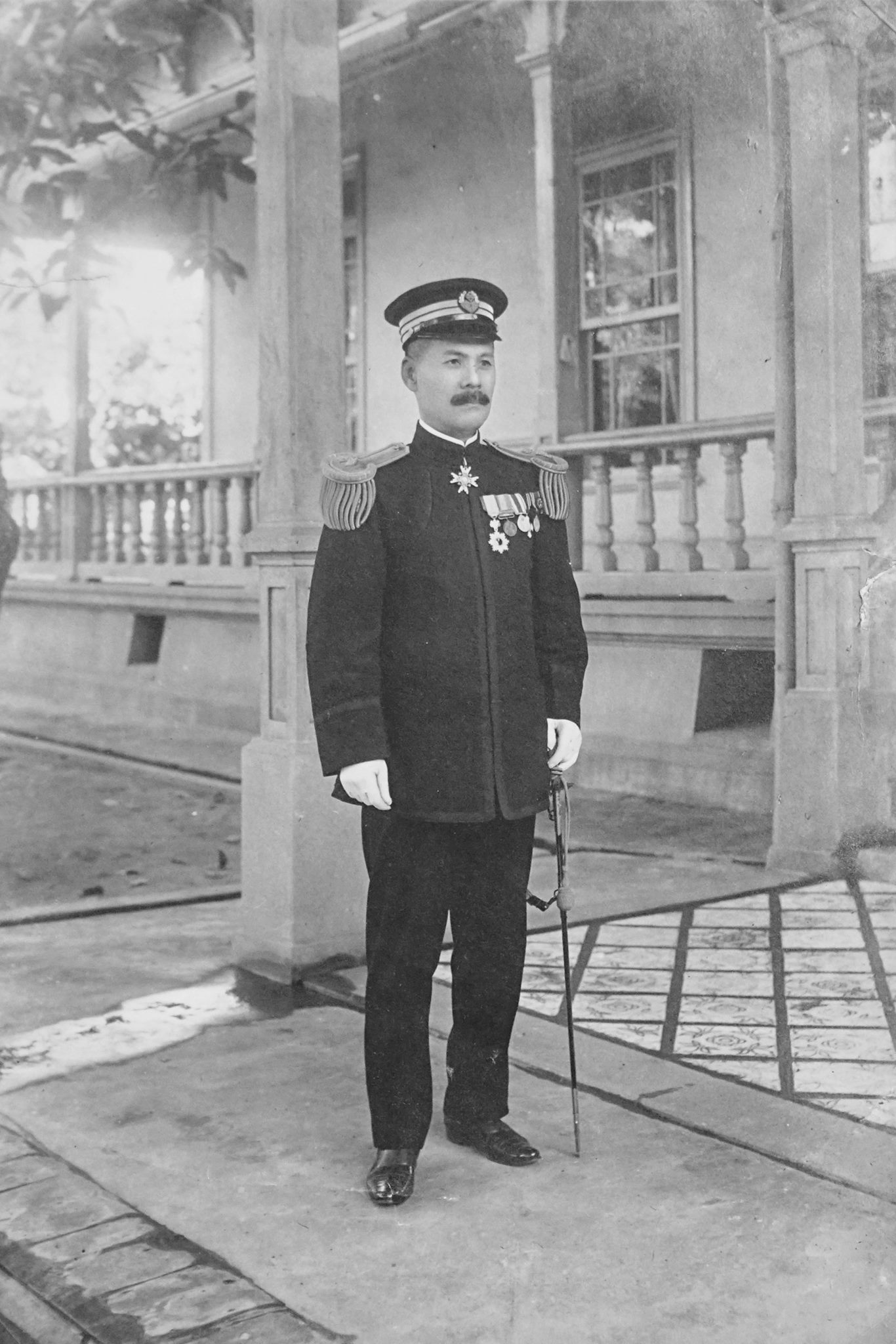
官邸で撮影された第5代台南庁長枝徳二（1920年ごろ）

竣工は1898年から1906年の間と推定されている(p190)。1901年（明治34年）に台南県台南庁に改められて以降は台南地区における最高位の行政府の長が宿舎として使う官舎（「台南庁長宿舎」）となった。歴代6代にわたり庁長官邸として使われ(p190)、1920年に台南州発足後は元台南県知事官邸が州知事官邸として再利用されたため、1924年時点では既に旧庁長官邸は台南州内務部長官舎として転用されている(p183)。
第二次世界大戦後は国民政府が接収、便衣警備員も進駐する中華民国政府高官の官邸となった(p190)。
その後、台南州立台南第二中学校の後身となった台南第一高級中学が建物を接収（土地は台南市政府）、西側の主入口前にあった前庭は2階建ての校長宿舎が増築された(p190)。
東側は2階建ての学校宿舎が増築され、元の官邸敷地内の裏地は縮小された(p191)。官邸本体部分は教職員の宿舎となったが、最後の利用者が米国に移住後は長年使われないままだった(p191)。
南棟は和式建築でかつて二度の（直近では1998年）火災により焼失し、部分的に遺構が残っている(p191)。
2001年に市定古蹟となり調査と修復事業が始動した。老朽化による崩落が著しく、2010年以降に支柱で保護されるようになった。
本格的な修復工事は2014年に始まり、2016年に完工した。損傷していた入口部の門廊（ポルチコ）も初期のものが再現されたことなどで、社団法人中華民国不動産協進会と世界不動産連盟台湾支部（FIABCI-TAIWAN）が共催する「国家卓越建設奨」の優秀環境文化部門で金質奨を受賞している。
修復直後は一般公開されずに当時の台南市長だった頼清徳が高雄市長の陳菊や日本の来賓など市外の賓客をもてなす場として使われ、2017年、市の文化資産月間となる9月に2日間限定で一般公開。その後は参観可能日が徐々に増やされていった。
|                |                      |
| 修復直後の官邸 | 修復前の官邸洋館北側 |

## 建築
台南県/台南州知事官邸同様、当時の流行だった和洋二館方式で建屋が別々になっている。北側の洋館は執務用に応接室などを備え、南側は居住用の日本家屋（焼失し、現存しない）。
屋根は日本式のセメント瓦で、床面は当地の気候を考慮し通気口のある高床式。
|        |
| 応接間 |

## 立地

### 交通
- 台南駅後站（東口）から南東に約600メートル

### 周辺
- 台南市立博愛国民小学（中国語版）（西側対面）
- 国立台南第一高級中学（後方東側）
- 旧台南県知事官邸音楽会館（西側）
- 台湾府城東門段城垣残蹟（中国語版）

### 註釈
1. ↑  その後初代台南州知事
2. ↑  戦後の台湾省台南県とは異なる

### 関連書籍
1. 傅朝卿 (2001-11). 台南市古蹟與歷史建築總覽. 台南市: 台灣建築與文化資產出版社. pp. 175頁. ISBN 957-30880-4-5